# Jadwiga Hohenzollern (1540–1602)
Jadwiga Hohenzollern (niem. Hedwig von Brandenburg, ur. 23 lutego 1540, zm. 21 października 1602) - elektorówna brandenburska, księżna brunszwicka.
Była córką Joachima II Hektora, elektora brandenburskiego, i jego drugiej żony, Jadwigi Jagiellonki, córki Zygmunta I Starego, króla Polski i wielkiego księcia litewskiego.
Poślubiła 25 lutego 1560 roku Juliusza, Juliusza, księcia brunszwickiego na Wolfenbüttel, gorliwego luteranina.
Jadwiga została opisana jako pobożna i skromna osoba, poświęcona preferencji działań krajowych. 

## Potomstwo
- Zofia Jadwiga, ur. 1561, zm. 1631,- żona Ernesta Ludwika
- Henryk Juliusz, ur. 1564, zm. 1613,
- Maria Brunszwicka, ur. 1566, zm. 1626,
- Elżbieta Brunszwicka, ur. 1567, zm. 1618,
- Filip Zygmunt, ur. 1568, zm. 1623, luterański biskup Osnabrück,
- Małgorzata, ur. 1571, zm. 1580,
- Joachim Karol, ur. 1573, zm. 1615,
- Sabina Katarzyna, ur. 1574, zm. 1590,
- Dorota Augusta Brunszwicka, ur. 1577, zm. 1625, luterańska opatka w Gandersheim,
- Juliusz August, ur. 1578, zm. 1617, luterański opat w Michaelstein,
- Jadwiga, ur. 1580, zm. 1657.

Drugą żoną jej teścia była jej ciotka - Zofia Jagiellonka z którą utrzymywała dobre stosunki - połączył je wyznawany wspólnie luteranizm.